# Belagerung Danzigs (1813)
Frühjahrsfeldzug 1813
Lüneburg – Möckern – Halle – Großgörschen – Gersdorf – Bautzen – Reichenbach – Nettelnburg – Haynau – Halberstadt – Luckau
Herbstfeldzug 1813

Großbeeren – Katzbach – Dresden – Hagelberg – Kulm – Dennewitz – Göhrde – Altenburg – Wittenberg – Wartenburg – Liebertwolkwitz – Leipzig – Torgau – Hanau – Hochheim – Danzig
Winterfeldzug 1814

Épinal – Colombey – Brienne – La Rothière – Champaubert – Montmirail – Château-Thierry – Vauchamps – Mormant – Montereau – Bar-sur-Aube – Soissons – Craonne – Laon – Reims – Arcis-sur-Aube – Fère-Champenoise – Saint-Dizier – Claye –  Paris
Sommerfeldzug von 1815

Quatre-Bras – Ligny – Waterloo – Wavre – Paris
Die Belagerung Danzigs im Jahr 1813 war eine militärische Kampfhandlung, die im Rahmen der Befreiungskriege stattfand und deren Schauplatz die von französischen und polnischen Truppen gehaltene Republik Danzig waren. Die Belagerung begann am 22. Januar 1813 durch russische und preußische Truppen und dauerte bis zum 26. November 1813, als abends die Kampfhandlungen beidseitig eingestellt wurden und die Belagerten zur Kapitulation gezwungen waren.

## Geschichte

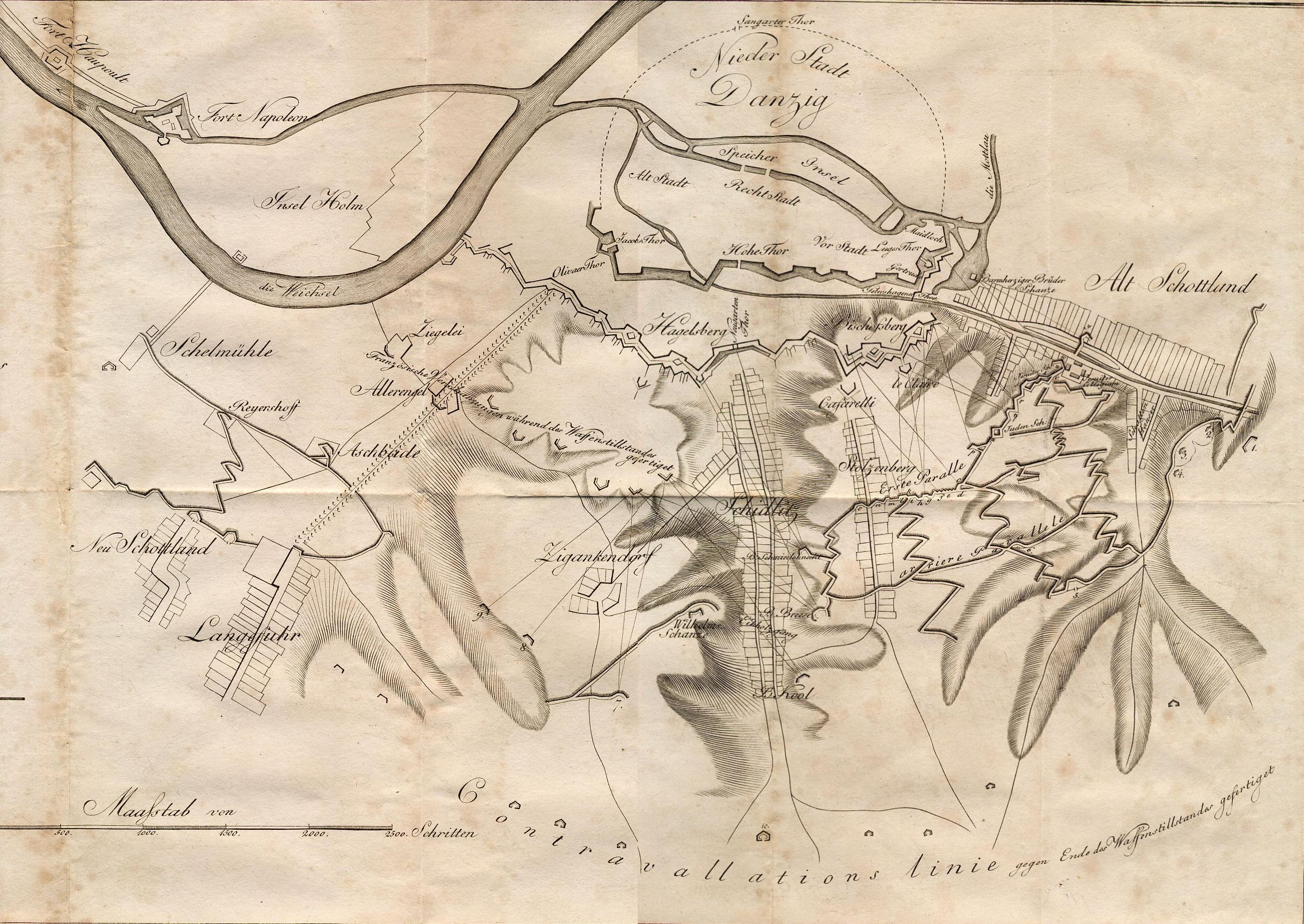
Situationsplan der Blockade und Belagerung von Danzig im Jahr 1813.

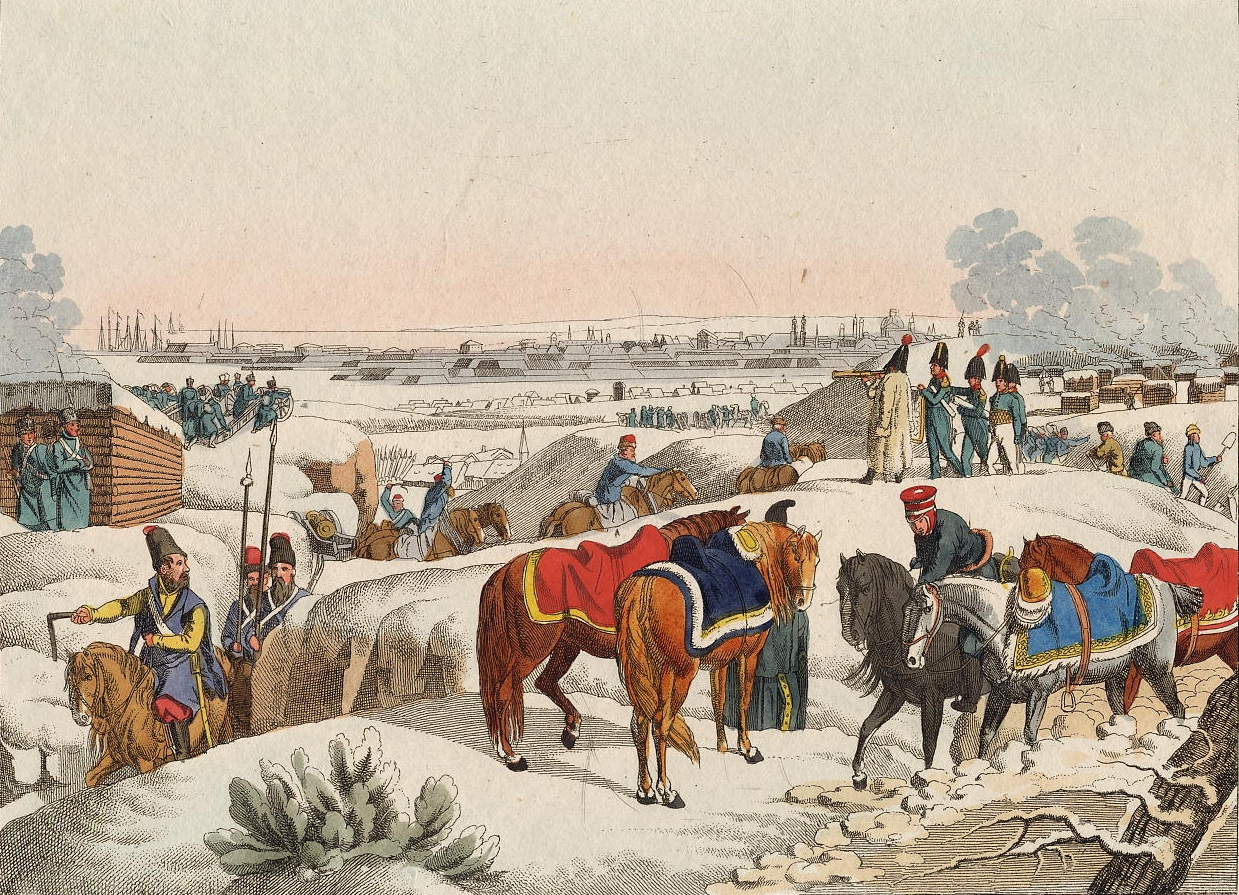
Die Russen belagern Danzig.

Die Belagerung von Danzig 1813 erfolgte im Rahmen der Befreiungskriege, nachdem die französische Grande Armée unter dem Kommando von Napoléon Bonaparte große Teile Mitteleuropas überrannt und unter ihre Kontrolle gebracht hatte, darunter auch die preußische Stadt Danzig. Zum Zeitpunkt ihrer Belagerung war die Stadt von französischen und mit diesen verbündeten polnischen Truppen besetzt. General Rapp war zum Gouverneur von Danzig ernannt worden. Die Belagerung unternahmen verbündete russische, preußische und andere Truppen.
Durch die Belagerung Danzigs 1807 war die Stadt in die Hände französischer und polnischer Okkupanten gefallen.
Nach der Schlacht bei Preußisch Eylau 1807, etwa 125 Kilometer östlich von Danzig, die keine militärische Entscheidung brachte, hatte Napoleon vor seinem weiteren Vordringen zunächst den Fall der Festung Eylau abwarten wollen. Um die bereits eingenommene Stadt Danzig möglichst unüberwindbar zu machen, hatte er angeordnet, deren Befestigungswerke zu verstärken, und dafür acht Millionen Franken bereitgestellt. Um 1812 hatte sich jedoch die militärische Lage verändert, und die geplanten Befestigungsarbeiten waren noch nicht vollendet.
Vor Beginn der Belagerung sollen etwa 33.000 Soldaten in die Festung geflüchtet sein, die zuvor von 4.000 Mann besetzt gewesen sein soll. Von den in der Festung befindlichen Truppen sollen aber nur acht- bis 12.000 Mann voll kampftauglich gewesen sein.
Zwar hatten die Franzosen schon am 13. Januar den Brückenkopf bei Dirschau, etwa 30 Kilometer südsüdöstlich von Danzig gelegen, verlassen, doch setzten sich General Rapps Truppen weiterhin in der Umgebung fest, um die Stellung an der Weichsel zu halten und die Anlieferung von Versorgungsgütern in die Stadt abzusichern und die Vereinigung mit zwei aus Stettin anrückenden Bataillonen zu ermöglichen. Doch am 22. Januar nahmen die russischen Truppen unter General Platow, die den flüchtenden Franzosen auf dem Fuße folgten, einige Dörfer in der Umgebung, darunter auch Oliva, ein und schnitten so die Verbindung zwischen der Festung und der französischen Armee vollständig ab.
Nachdem General Wittgenstein bei der Festung Danzig eingetroffen war, beauftragte er mit deren Berennung den General Loewis. Dieser übernahm am 22. Januar den Oberbefehl über 9.000 Mann Infanterie, 3.400 Mann Kavallerie und 1.400 Mann Artillerie. Den Belagerern sollen anfangs nur zwölf Sechspfünder zur Verfügung gestanden haben, aber kein Belagerungsgeschütz.
In Zuckau, 18 Kilometer westlich von Danzig gelegen, wurde ein Reservebataillon aufgestellt. Hier könnte sich auch das Hauptquartier befunden haben.
Die Kampfhandlungen hielten bis November an. Bei vollem Einsatz sollen die Belagerten täglich etwa 2.100 Schüsse abgefeuert haben. Im Herbst sank ihre Feuerkraft jedoch drastisch, und am 26. November sah sich General Rapp gezwungen, die Verteidigung der Festung Danzig aufzugeben. Am Abend des Folgetags wurden die Kampfhandlungen beidseitig vorläufig eingestellt, am 29. November wurde ein Waffenstillstandsabkommen unterzeichnet.

## Rezeption
Die in erster Linie der russischen Armee zu verdankende Rückeroberung und Befreiung Danzigs 1813 stand in der öffentlichen Wahrnehmung im Schatten der einen Monat zuvor geschlagenen, in den Befreiungskriegen entscheidenden Völkerschlacht bei Leipzig und wurde deshalb in der Folgezeit auch weniger häufig Gegenstand historischer Analyse.